# Northdale
Northdale ist ein census-designated place (CDP) im Hillsborough County im US-Bundesstaat Florida. Das U.S. Census Bureau hat bei der Volkszählung 2020 eine Einwohnerzahl von 23.033 ermittelt.

## Geographie
Northdale liegt rund 10 km nördlich von Tampa. Der CDP wird von den Florida State Roads 568, 589 (Veterans Expressway, mautpflichtig) und 597 durchquert bzw. tangiert.

## Demographische Daten
Laut der Volkszählung 2010 verteilten sich die damaligen 22.079 Einwohner auf 9.300 Haushalte. Die Bevölkerungsdichte lag bei 1.077 Einw./km². 82,6 % der Bevölkerung bezeichneten sich als Weiße, 6,9 % als Afroamerikaner, 0,2 % als Indianer und 4,7 % als Asian Americans. 2,8 % gaben die Angehörigkeit zu einer anderen Ethnie und 2,8 % zu mehreren Ethnien an. 23,5 % der Bevölkerung bestand aus Hispanics oder Latinos.
Im Jahr 2010 lebten in 33,9 % aller Haushalte Kinder unter 18 Jahren sowie 21,0 % aller Haushalte Personen mit mindestens 65 Jahren. 69,5 % der Haushalte waren Familienhaushalte (bestehend aus verheirateten Paaren mit oder ohne Nachkommen bzw. einem Elternteil mit Nachkomme). Die durchschnittliche Größe eines Haushalts lag bei 2,56 Personen und die durchschnittliche Familiengröße bei 3,05 Personen.
24,9 % der Bevölkerung waren jünger als 20 Jahre, 25,9 % waren 20 bis 39 Jahre alt, 31,6 % waren 40 bis 59 Jahre alt und 17,5 % waren mindestens 60 Jahre alt. Das mittlere Alter betrug 40 Jahre. 47,6 % der Bevölkerung waren männlich und 52,4 % weiblich.
Das durchschnittliche Jahreseinkommen lag bei 60.885 $, dabei lebten 10,4 % der Bevölkerung unter der Armutsgrenze.
Im Jahr 2000 war Englisch die Muttersprache von 82,98 % der Bevölkerung, spanisch sprachen 12,49 % und 4,53 % hatten eine andere Muttersprache.